# Abadan (etrap)
Abadan (turkm. Abadan etraby) – dawny etrap (jednostka administracyjna drugiego rzędu) w północno-zachodnim Aszchabadzie, stolicy Turkmenistanu, nad Kanałem Karakumskim, do 2013 roku oddzielne miasto. W 1989 roku miasto liczyło ok. 32 tys. mieszkańców. Ośrodek przemysłu włókienniczego (przędzalnia bawełny) oraz produkcji wina, konserw pomidorowych, materiałów budowlanych i dywanów. W etrapie znajduje się także elektrownia wodna.

## Historia
Miejscowość do 2002 roku nosiła nazwę Büzmeýin (Bezmein, Biuzmein). W 1963 roku osiedle typu miejskiego otrzymało prawa miejskie. W 2013 roku miasto zostało wydzielone z wilajetu achalskiego i włączone do Aszchabadu jako etrap (jednostka administracyjna drugiego rzędu). W 2018 roku etrap został zniesiony.
7 lipca 2011 roku w miejscowym składzie amunicji miały miejsce silne wybuchy, w wyniku których zniszczone bądź uszkodzone zostały liczne zabudowania. Według danych oficjalnych zginęło wówczas 15 osób (2 wojskowych i 13 cywilów). Organizacje ochrony praw człowieka szacowały liczbę ofiar na ponad tysiąc, niektóre źródła mówiły też o kilkuset zabitych. Zaraz po wybuchach w mieście wyłączono usługi telekomunikacyjne oraz wstrzymano dostawy wody i energii elektrycznej. Rok po katastrofie turkmeński sąd wskazał ok. 40 osób mających odpowiadać za eksplozje i wymierzył im kary wieloletniego więzienia. Opracowano także plany całkowitej odbudowy miasta.